# Kim tiêm dưới da

Vát khác nhau trên kim tiêm dưới da

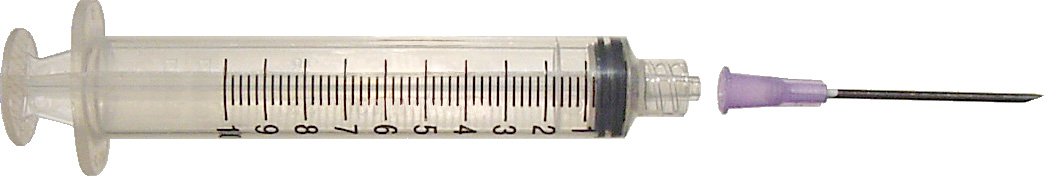
Ống tiêm bên trái, kim tiêm dưới da có đầu nối Luer-Lok được mã hóa màu bên phải

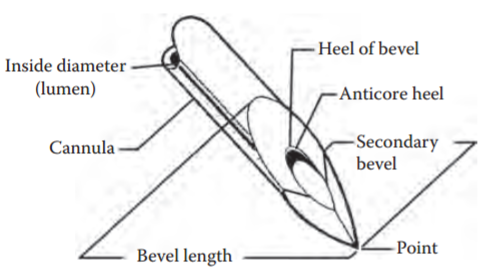
Đặc điểm kim tiêm dưới da

Một kim tiêm dưới da (hypodermic needle, từ tiếng Hy Lạp ὑὑο- ((dưới) và δέρμα (da)), một trong những loại dụng cụ y tế đâm vào da, là một ống rất mỏng, rỗng với đầu nhọn chứa một lỗ nhỏ ở đầu nhọn. Nó thường được sử dụng với một ống tiêm, một thiết bị hoạt động bằng tay với pít tông, để bơm các chất vào cơ thể (ví dụ: dung dịch muối, dung dịch chứa nhiều loại thuốc hoặc thuốc dạng lỏng) hoặc chiết xuất chất lỏng từ cơ thể (ví dụ như máu). Chúng được sử dụng để lấy các mẫu chất lỏng từ cơ thể, ví dụ lấy máu từ tĩnh mạch. Kim tiêm dưới da lỗ khoan lớn đặc biệt hữu ích trong trường hợp mất máu lớn hoặc điều trị sốc.
Một kim tiêm dưới da được sử dụng để cung cấp nhanh chóng các chất lỏng, hoặc khi chất được tiêm không thể được tiêu hóa, vì nó sẽ không được hấp thụ (như với insulin), hoặc vì nó sẽ gây hại cho gan. Có rất nhiều vị trí tiêm, với cánh tay là một vị trí phổ biến.
Kim tiêm dưới da cũng đóng một vai trò quan trọng trong môi trường nghiên cứu đòi hỏi phải có điều kiện vô trùng. Kim tiêm dưới da làm giảm đáng kể ô nhiễm trong quá trình tiêm chất nền vô trùng. Kim tiêm dưới da làm giảm ô nhiễm vì hai lý do: Thứ nhất, bề mặt của nó cực kỳ mịn, giúp ngăn ngừa mầm bệnh trong không khí bị kẹt giữa các bất thường trên bề mặt kim, sau đó sẽ được chuyển vào môi trường như chất gây ô nhiễm; Thứ hai, bề mặt của kim cực kỳ sắc, làm giảm đáng kể đường kính của lỗ còn lại sau khi làm thủng màng da và do đó ngăn các vi khuẩn lớn hơn lỗ này làm viêm nhiễm bề mặt.